# Carcinoma lobulillar infiltrante

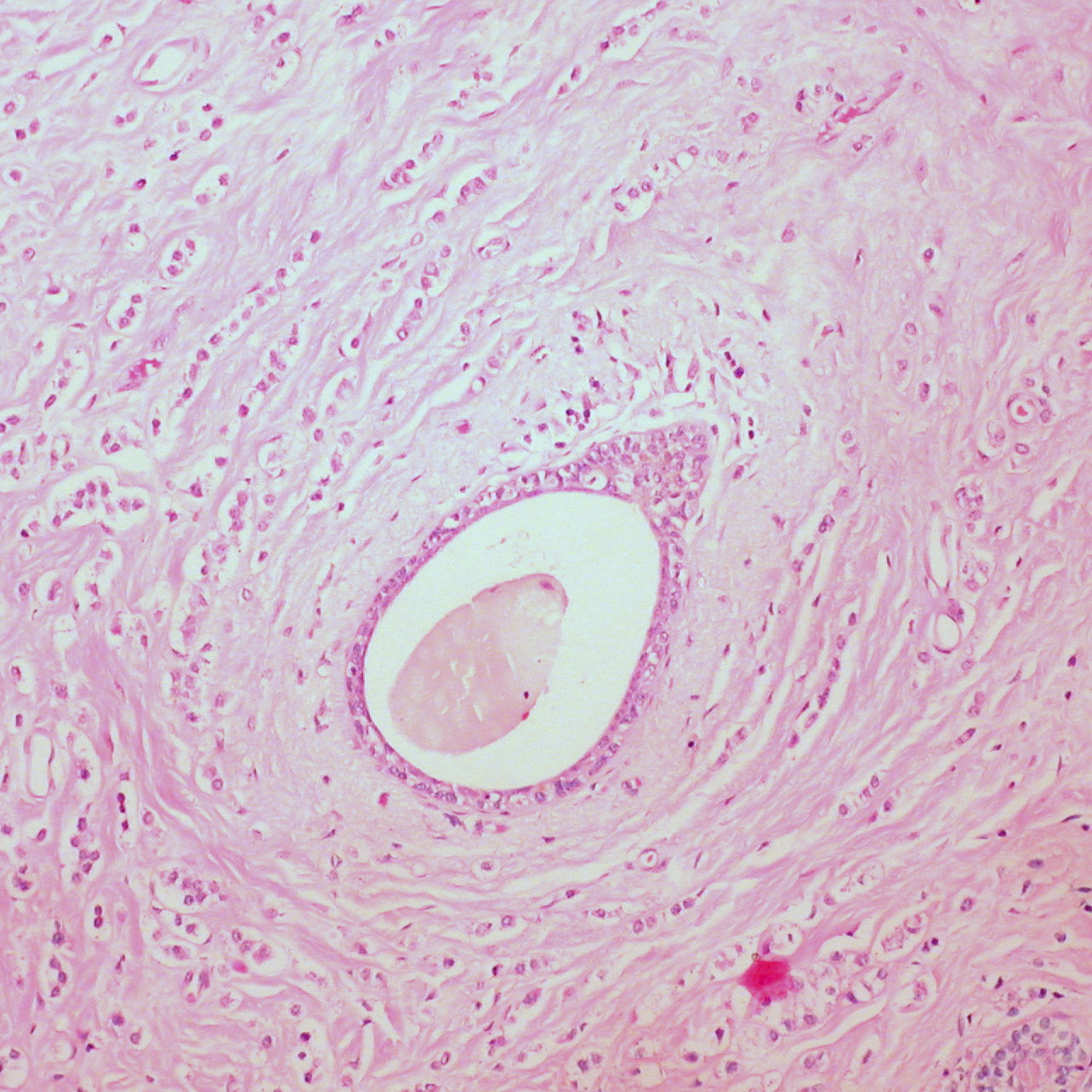
Carcinoma lobulillar invasor. Se trata de células pequeñas, con núcleos regulares y redondos y nucléolos discretos, mitosis escasas, citoplasma poco abundante, dispuestas en hileras o 'fila india', o rodeando estructuras ductales normales. Estos tumores se caracterizan por su crecimiento difuso, lo que dificulta su detección por mamografía. En una sección grande como la de la imagen, resultante de una mastectomía, se puede apreciar el patrón característico de la invasión.

El carcinoma lobulillar infiltrante, carcinoma lobulillar invasor o carcinoma lobulillar invasivo es un carcinoma con origen en los acinos glandulares de las glándulas mamarias, cuyas células proliferan rompiendo la membrana basal e infiltrando los tejidos adyacentes. Es decir, en el carcinoma lobulillar infiltrante, el cáncer se disemina desde los lobulillos mamarios hasta el tejido normal circundante. Este tipo de cáncer representa aproximadamente el 5% de todos los cánceres malignos. La edad de las mujeres en que se diagnostica este cáncer con mayor frecuencia es entre los 45 y los 56 años, aunque se verifican casos en prácticamente todas las edades, entre los 28 y los 86 años.
Representa el 5-10% del total de cánceres de mama.
Con frecuencia, el carcinoma lobulillar infiltrante puede encontrarse en más de una región del mismo seno (multicéntrico) o bien en ambos senos (bilateral), esto último entre 6 y 28%.

## Histopatología
Vistas al microscopio, las células de este tumor son pequeñas, con núcleos regulares y redondos y con nucléolos discretos. Las mitosis son escasas y el citoplasma poco abundante que, a veces, muestra vacuolas que contienen mucina. Se disponen formando hileras ('fila india'), o rodeando estructuras ductales normales (patrón 'en diana'). La presencia de carcinoma lobulillar 'in situ' se considera un factor de riesgo para desarrollar un carcinoma infiltrante de mama, siendo la mayoría de tipo histológico ductal.

## Diagnóstico
Al invadir el estroma de manera lineal, con escasa reacción desmoplásica circundante, el carcinoma lobulillar infiltrante puede pasar desapercibido frente a métodos de detección físico-clínicos, en particular en los primeros estadios en los que este tipo de cáncer no resulta aparente al tacto, como así también frente a los métodos mamográficos. La mamografía no muestra signos de sospecha hasta en un 40% de los casos, debido al patrón de crecimiento difuso del tumor que resulta enmascarado por el parénquima glandular. También puede pasar inadvertido en los primeros estadios de lesiones no palpables. Las ecografías pueden no coadyuvar a un diagnóstico temprano, al presentar este carcinoma como áreas hipoecogénicas de márgenes imprecisos y mala transmisión acústica. La resonancia magnética es más precisa para definir la extensión histológica del cáncer lobulillar invasor resecado en comparación con la mamografía. Las biopsias realizadas con punción-aspiración con aguja fina, cuando son correctamente efectuadas sobre tumores de mama palpables, permiten obtener suficiente material citológico para realizar un adecuado diagnóstico. Por su parte, las biopsias con aguja gruesa o biopsias "core" facilitan la detección.

## Tratamiento
El protocolo de tratamiento del carcinoma lobulillar infiltrante o invasivo requiere en general de mastectomía. Se contraindica de forma absoluta la cirugía conservadora del seno en los siguientes casos:
- cuando el tumor es > 4 cm;
- con multicentricidad clínico patológica o radiológica;
- con microcalcificaciones difusas que comprometan el seguimiento;
- con embarazo en el primero o segundo trimestre.
- con borde positivo en la reexcisión.

La aplicación de radioterapia y quimioterapia, como la ocasión, técnica, dosis y/o duración de cada tratamiento, depende de cada caso particular. Igualmente, la mastectomía podría diferirse a favor de la aplicación de radioterapia o quimioterapia, dependiendo entre otros factores del grado de avance de la enfermedad. En etapas avanzadas, el cáncer puede diseminarse hasta otras partes del cuerpo a través de los sistemas sanguíneo y linfático.